# Villenave-près-Béarn
Villenave-près-Béarn é uma comuna francesa na região administrativa de Occitânia, no departamento dos Altos Pirenéus. Estende-se por uma área de 3,09 km². Em 2010 a comuna tinha 67 habitantes (densidade: 21,7 hab./km²).